# Breda variolosa
Breda variolosa är en spindelart som beskrevs av Simon 1901. Breda variolosa ingår i släktet Breda och familjen hoppspindlar. Inga underarter finns listade.